# Leticia Comerón
Leticia Comerón Refojos (Vitoria, 12 de noviembre de 1982) es una política española del Partido Popular del País Vasco, concejal y portavoz del grupo popular en el Ayuntamiento de Vitoria.

## Trayectoria académica
Estudió en el Colegio Vera-Cruz de Vitoria y continúo su formación en la UPV-EHU. Se licenció en Ciencias Políticas y de la Administración por la Universidad del País Vasco (UPV-EHU). Continuó preparándose cursando el máster en Gobierno de las Organizaciones por la Universidad de Navarra (2006), el máster en Política y Gobernabilidad por la Universidad de Deusto (2006) y el Master of Business Administration MBA por IE Business School (2008).

## Trayectoria política
Se incorporó al Partido Popular (PP) en 2001 procedente del movimiento asociativo. Desde 2005 fue presidenta de Nuevas Generaciones de Álava hasta ser elegida para liderar la organización a nivel regional, en el décimo congreso de Nuevas Generaciones del País Vasco, siendo la primera mujer en ocupar dicho cargo.
Es concejala en el ayuntamiento de Vitoria desde junio del 2007, siendo entonces la mujer electa más joven de la historia del consistorio vitoriano.
Entre 2011 y 2015, con Javier Maroto como alcalde, Comerón tuvo responsabilidades como concejala delegada en las áreas de Tecnologías de la Información, Mantenimiento y Espacio Público. Desde 2016 es portavoz del grupo municipal del PP en Vitoria, sustituyendo en el cargo a Maroto, quien abandonó el consistorio el 17 de octubre de ese año.

### Candidatura oficial a la alcaldía
Leticia Comerón se presentó como candidata a la alcaldía de Vitoria el 19 de octubre de 2018 en el Palacio Europa en un acto del Partido Popular donde intervenieron los anteriores alcaldes de la ciudad, Alfonso Alonso y Javier Maroto.